# شارل دومون
شارل دومون (بالفرنسية: Charles Dumont )‏ (و. 1929 – م) هو ممثل، ومغني، ومغن مؤلف، من فرنسا.

## جوائز
حصل على جوائز منها:
- قائد الفنون والآداب
- وسام جوقة الشرف من رتبة فارس.

## وصلات خارجية
- شارل دومون على موقع IMDb (الإنجليزية)
- شارل دومون على موقع ألو سيني (الفرنسية)
- شارل دومون على موقع ميوزك برينز (الإنجليزية)
- شارل دومون على موقع أول موفي (الإنجليزية)
- شارل دومون على موقع قاعدة بيانات الأفلام السويدية (السويدية)
- شارل دومون على موقع أول ميوزيك (الإنجليزية)
- شارل دومون على موقع ديسكوغز (الإنجليزية)
- شارل دومون على موقع قاعدة بيانات الفيلم (الإنجليزية)
- شارل دومون على موقع كينوبويسك (الروسية)